# Baljuwschap Schieland
Het baljuwschap Schieland was een tot het graafschap Holland behorend baljuwschap.
Oorspronkelijk behoorde het gebied tot het baljuwschap Rijnland. Een afzonderlijk baljuwschap Schieland werd voor het eerst vermeld in 1273 als baljuwschap tussen Schie en Gouwe. Het is in dezelfde tijd ontstaan als het hoogheemraadschap Schieland en het decanaat Schieland. Tot 1413 hadden de baljuwschappen Schieland en Delfland dezelfde baljuw.
Waarschijnlijk diende het kasteel Starrenburg als het centrum waar recht werd gesproken. 
Het baljuwschap werd in 1567 door de stad Rotterdam gekocht van de Staten van Holland. Sindsdien stelde de vroedschap van Rotterdam uit haar midden de baljuw aan.
Met de komst van de Bataafse Republiek in 1795 kwam er een einde aan het baljuwschap.
Tot het baljuwschap behoorden de volgende ambachtsheerlijkheden:
1. Hogenban (in 1605 verenigd met Overschie)
2. Overschie
3. Cool
4. Schoonderloo
5. Kralingen
6. Capelle aan den IJssel
7. Nieuwerkerk
8. Moordrecht
9. Zevenhuizen
10. Moerkapelle met Wildevenen
11. Hillegersberg met Rotteban en Bergschenhoek
12. Schiebroek